# Diamentowa Liga 2018
Diamentowa Liga 2018 – dziewiąta edycja prestiżowych zawodów Diamentowej Ligi. W 2018 roku pierwszy mityng odbył się 4 maja, tradycyjnie w stolicy Kataru, Doha, na stadionie Qatar SC Stadium, a cykl zakończył się 31 sierpnia podczas finałowych zawodów Memorial Van Damme w Brukseli. Cykl w tym roku składał się z 14 mityngów.

## Zasady
Cykl Diamentowej Ligi składa się z 14 zawodów, z czego 12 pierwszych jest zawodami kwalifikacyjnymi w których zawodnicy zdobywają punkty według zasady: 1 miejsce – 8 punktów, 2 miejsce – 7 punktów, 3 miejsce – 6 punktów, 4 miejsce – 5 punktów, 5 miejsce – 4 punkty, 6 miejsce – 3 punkty, 7 miejsce – 2 punkty, 8 miejsce – 1 punkt. W zależności od konkurencji 8 lub 12 zawodników z najwyższą liczbą punktów kwalifikuje się do zawodów finałowych w Zurychu lub Brukseli. Zwycięzcą cyklu zostaje zawodnik, który wygra zawody finałowe.

## Kalendarz
| Data        | Mityng                                                  | Miasto     | Stadion                        | Wyniki    |
| ----------- | ------------------------------------------------------- | ---------- | ------------------------------ | --------- |
| 4 maja      | Qatar Athletic Super Grand Prix                         | Doha       | Qatar SC Stadium               | Rezultaty |
| 12 maja     | Shanghai Golden Grand Prix                              | Szanghaj   | Shanghai Stadium               | Rezultaty |
| 25-26 maja  | Prefontaine Classic                                     | Eugene     | Hayward Field                  | Rezultaty |
| 31 maja     | Golden Gala                                             | Rzym       | Stadio Olimpico                | Rezultaty |
| 7 czerwca   | Bislett Games                                           | Oslo       | Bislett Stadion                | Rezultaty |
| 10 czerwca  | DN Galan                                                | Sztokholm  | Stadion Olimpijski             | Rezultaty |
| 30 czerwca  | Meeting de Paris                                        | Paryż      | Stade Sébastien Charléty       | Rezultaty |
| 4-5 lipca   | Athletissima                                            | Lozanna    | Stade Olympique de la Pontaise | Rezultaty |
| 13 lipca    | Meeting international Mohammed VI d’athlétisme de Rabat | Rabat      | Stade Moulay Abdellah          | Rezultaty |
| 19-20 lipca | Herculis                                                | Monako     | Stade Louis II                 | Rezultaty |
| 21–22 lipca | London Grand Prix                                       | Londyn     | Stadion Olimpijski             | Rezultaty |
| 18 sierpnia | Sainsbury’s Birmingham Grand Prix                       | Birmingham | Alexander Stadium              | Rezultaty |
| 30 sierpnia | Weltklasse Zürich                                       | Zurych     | Letzigrund Stadion             | Rezultaty |
| 31 sierpnia | Memorial Van Damme                                      | Bruksela   | Stadion Króla Baudouina I      | Rezultaty |

## Zwycięzcy
| Konkurencja                        |                        |
| Mężczyźni                          |                        |
| Bieg na 100 metrów                 | Christian Coleman      |
| Bieg na 200 metrów                 | Noah Lyles             |
| Bieg na 400 metrów                 | Fred Kerley            |
| Bieg na 800 metrów                 | Emmanuel Korir         |
| Bieg na 1500 metrów                | Timothy Cheruiyot      |
| Bieg na 5000 metrów                | Selemon Barega         |
| Bieg na 3000 metrów z przeszkodami | Conseslus Kipruto      |
| Bieg na 110 metrów przez płotki    | Siergiej Szubienkow    |
| Bieg na 400 metrów przez płotki    | Kyron McMaster         |
| Skok wzwyż                         | Brandon Starc          |
| Skok o tyczce                      | Timur Morgunow         |
| Skok w dal                         | Luvo Manyonga          |
| Trójskok                           | Pedro Pablo Pichardo   |
| Pchnięcie kulą                     | Tomas Walsh            |
| Rzut dyskiem                       | Fedrick Dacres         |
| Rzut oszczepem                     | Andreas Hofmann        |
| Kobiety                            |                        |
| Bieg na 100 metrów                 | Murielle Ahouré        |
| Bieg na 200 metrów                 | Shaunae Miller-Uibo    |
| Bieg na 400 metrów                 | Salwa Eid Naser        |
| Bieg na 800 metrów                 | Caster Semenya         |
| Bieg na 1500 metrów                | Laura Muir             |
| Bieg na 5000 metrów                | Hellen Obiri           |
| Bieg na 3000 metrów z przeszkodami | Beatrice Chepkoech     |
| Bieg na 100 metrów przez płotki    | Brianna Rollins-McNeal |
| Bieg na 400 metrów przez płotki    | Dalilah Muhammad       |
| Skok wzwyż                         | Mariya Lasitskene      |
| Skok o tyczce                      | Katerina Stefanidi     |
| Skok w dal                         | Caterine Ibargüen      |
| Trójskok                           | Caterine Ibargüen      |
| Pchnięcie kulą                     | Gong Lijiao            |
| Rzut dyskiem                       | Yaime Pérez            |
| Rzut oszczepem                     | Tacciana Chaładowicz   |

## Polacy
Lokaty Polaków w zawodach finałowych:
| Lokata | Imię i nazwisko     | Konkurencja    |
| ------ | ------------------- | -------------- |
| 2.     | Marcin Lewandowski  | 800 m          |
| 4.     | Piotr Lisek         | skok o tyczce  |
| 5.     | Paulina Guba        | pchnięcie kulą |
| 5.     | Marcin Krukowski    | rzut oszczepem |
| 6.     | Paweł Wojciechowski | skok o tyczce  |
| 7.     | Michał Haratyk      | pchnięcie kulą |
| 7.     | Robert Urbanek      | rzut dyskiem   |
| 7.     | Sofia Ennaoui       | 1500 m         |